# Eric Forsberg
Pour les articles homonymes, voir Forsberg.
Eric Forsberg est un acteur, maquilleur, producteur, réalisateur et scénariste américain, né le 16 décembre 1959 à Chicago, dans l'Illinois (États-Unis).

## Filmographie

### comme acteur
- 1972 : King of the Hill : Manchild
- 1979 : The Late Great Planet Earth : Ruth's Son
- 1985 : Andy : Friend
- 1989 : The Wonderful Wishing Well (vidéo) : Perry The Peacock
- 2003 : Midwestern Myth : Santa
- 2005 : Alien Abduction : Dr Burr
- 2010 : Mega Piranha : Arnold Regis

### comme maquilleur
- 1979 : The Late Great Planet Earth
- 1979 : It Took Guts
- 1985 : Andy
- 1997 : Seven Signs of Christ's Return (vidéo)

### comme producteur
- 1979 : It Took Guts
- 1985 : Andy
- 1999 : The Aquanauts (en) (série télévisée)
- 2005 : White Nights
- 2006 : Night of the Dead: Leben Tod (en) (vidéo)
- 2007 : Pledge of Allegiance

### comme réalisateur
- 1979 : It Took Guts
- 1985 : Andy
- 1993 : Fantastic Fantasy Factory (vidéo)
- 1999 : The Aquanauts (en) (série télévisée)
- 2005 : Alien Abduction
- 2006 : Night of the Dead: Leben Tod (en) (vidéo)
- 2007 : Pledge of Allegiance
- 2008 : Monster (vidéo)
- 2010 : Mega Piranha

### comme scénariste
- 1979 : It Took Guts
- 1983 : Beyond the Magic Door (série télévisée)
- 1985 : Andy
- 1989 : The Wonderful Wishing Well (vidéo)
- 1993 : Fantastic Fantasy Factory (vidéo)
- 1999 : The Aquanauts (en) (série télévisée)
- 2003 : Blackhorse: A History of the 11th Cavalry
- 2005 : Alien Abduction
- 2006 : Night of the Dead: Leben Tod (en) (vidéo)
- 2006 : Snakes on a Train (vidéo)
- 2007 : Pledge of Allegiance
- 2007 : 30,000 Leagues Under the Sea (vidéo)
- 2008 : La Guerre des Mondes 2 : La Prochaine Vague (War of the Worlds 2: The Next Wave) (vidéo)
- 2010 : Mega Piranha

## Distinctions
- Prix des meilleurs effets spéciaux pour Alien Abduction, lors du Festival du film d'horreur de Chicago en 2005.
- Prix des meilleurs maquillages pour Night of the Dead: Leben Tod, lors du A.K.A. Shriekfest en 2006.